# Belarmino Cruvinel
Belarmino Cruvinel (Uberaba, 1894 — 1974) foi um agrônomo e político brasileiro.
Foi prefeito dos municípios de Rio Verde e de Jataí, ambos em Goiás. Foi também  presidente do Conselho Administrativo daquele Estado e, nessa condição, governou-o por um curto período - de 12 de setembro a 22 de outubro de 1946, sucedendo ao interventor federal, general Filipe Antônio Xavier de Barros. Foi sucedido por Joaquim Machado de Araújo, então presidente do mesmo conselho. 